# Rotes Haus (Worms)

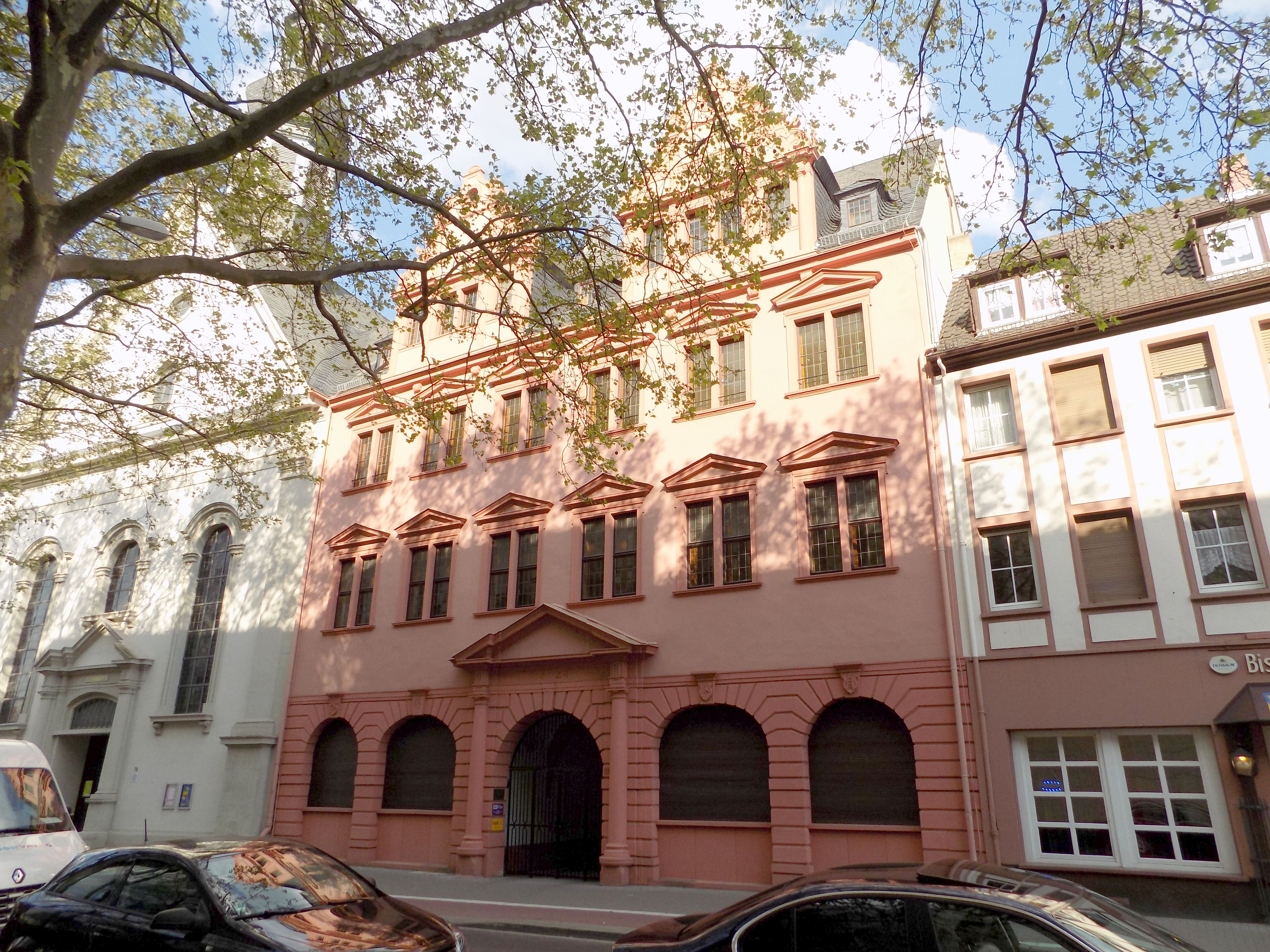
Das Rote Haus in Worms

Das Rote Haus ist ein denkmalgeschütztes Gebäude in der Römerstraße 76 der rheinland-pfälzischen Stadt Worms.

## Architektonische Merkmale

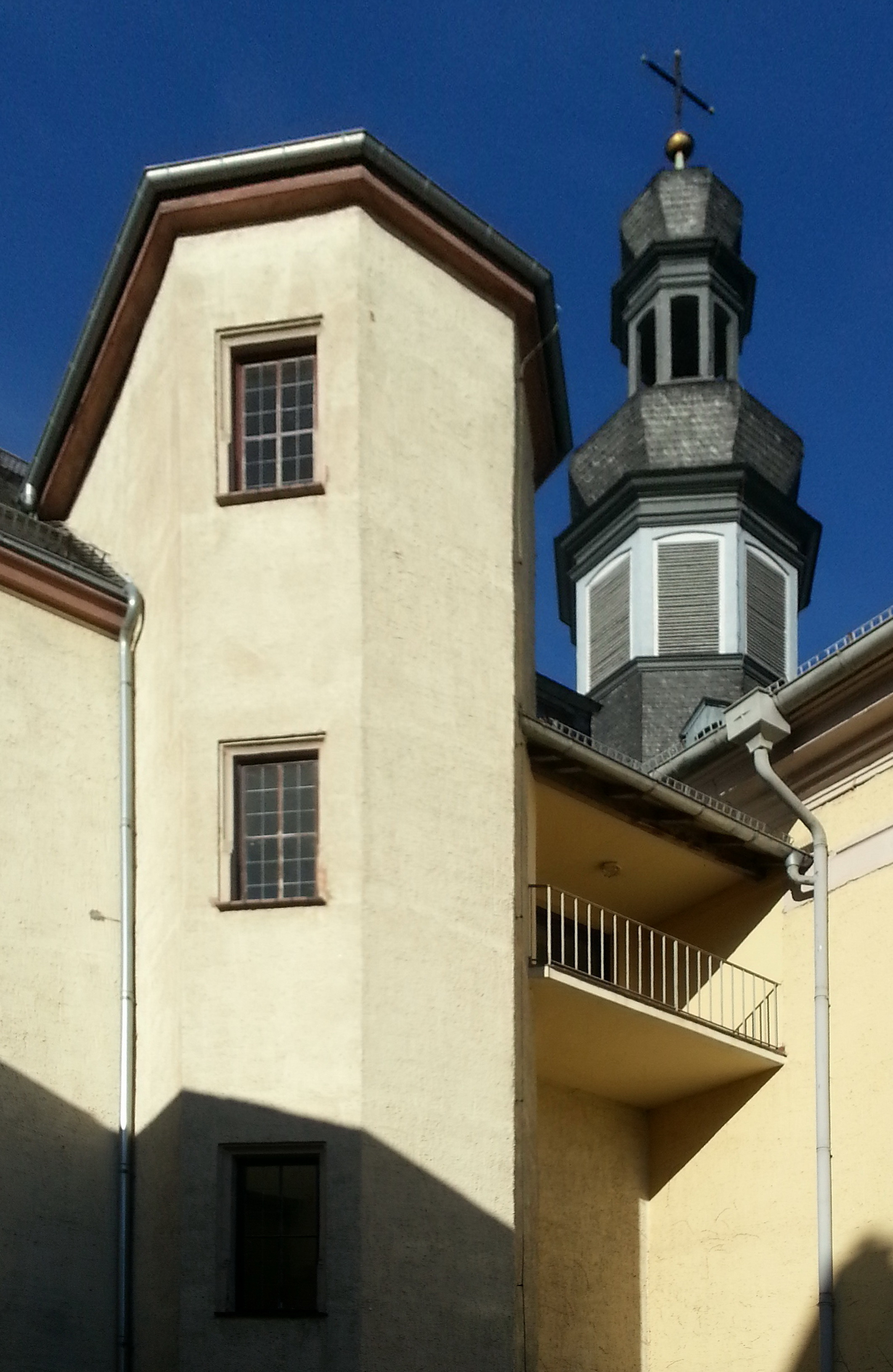
Rückseitig angebauter Treppenturm

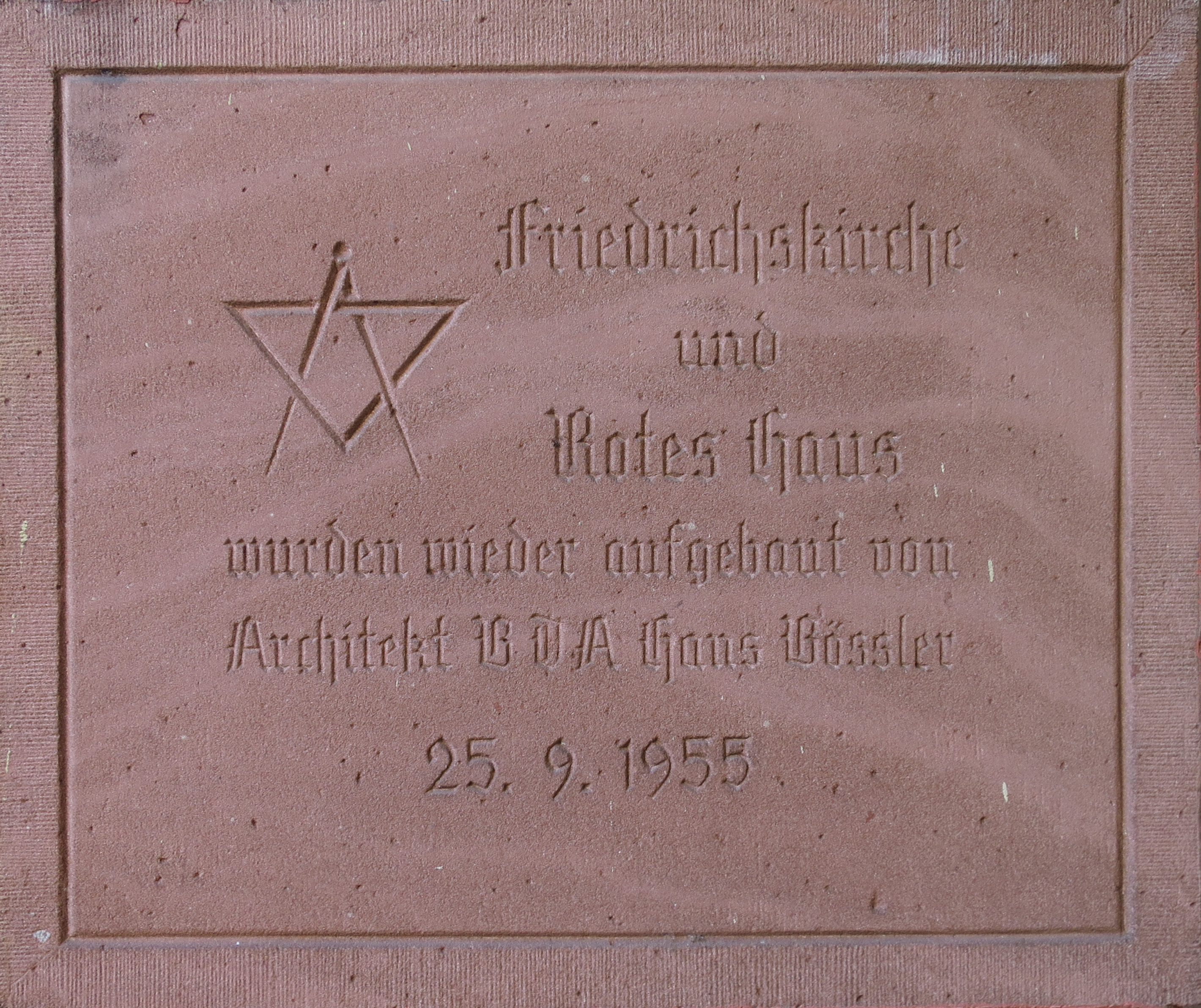
Gedenktafel zum Wiederaufbau

Es handelt sich um ein nach Bauinschrift 1624 im Stil der Renaissance errichtetes, repräsentatives Bürgerhaus.  Die mittig angeordnete Torfahrt mit Schlussstein ist spätgotisch gestaltet, auf der Rückseite befindet sich ein an das Gebäude angefügter Treppenturm. Die Fassade entspricht dem Manierismus. Zwei Zwerchhäuser schließen im Verbund mit Volutengiebeln das Gebäude nach oben hin ab.
Nach schwerer Beschädigung im Zweiten Weltkrieg wurde es zusammen mit der benachbarten Friedrichskirche wieder aufgebaut. Heute dient der dreigeschossige, sechsachsige Bau der Evangelischen Kirchengemeinde Worms-Innenstadt als Gemeindehaus.